# 水澤夢
水澤夢（／ Mizusawa Yume）是日本男性輕小說作家。

## 經歷
- 2012年，《那是，雙馬尾的異世界》[註 1]於第6回小學館輕小說大賞中獲得審查員特別賞。[1]
- 2012年，《我，要成為雙馬尾》由GAGAGA文庫首次出版，於2014年改編為漫畫和電視動畫。
- 2012年，擔任第1回全日本雙馬尾繪師大賞審查委員。[2]

## 作品
- 《我，要成為雙馬尾》（小學館《GAGAGA文庫》2012年6月－2020年，插畫：春日步，全21冊）

- 《4 cours after 四季之後》（小學館《GAGAGA文庫》2015年12月－2017年，插畫：bun150，全4冊）

- 《SSSS.GRIDMAN NOVELIZATIONS》（小學館《GAGAGA文庫》2019年9月－2020年2月，插畫：bun150，全2冊）

## 外部連結
- 水澤夢的X（前Twitter）